# 應
應（おう）は、先秦時代の小国。

## 歴史
應は殷代に建国された。甲骨文の卜辞の中に「應侯朝商」、商王「歩于應」の記載がある。『水経注』の注引『竹書紀年』には「殷時已有應国」とある。当時の應は山西省朔州市応県一帯に存在した可能性がある。
周朝の武王克殷以後に、應は滅ぼされ、新しい應が建国された。この應は姫姓で、始封の君は周の武王の子。封地は現在の河南省平頂山市新華区滍陽鎮應城。根拠に平頂山に應の墓地があることが考古学的に証明されている。應はもともと監国で、殷の遺民を監視していた。
洛陽平原につながる潁河渓谷の出口の近く、南陽盆地の入口のすぐ近くにあり、長江中部への道路を管理していた。
春秋時代中期、應は楚によって滅亡した。
戦国時代、秦の相国范雎の封地となった（なので、應侯と呼ばれる）。

## 歴代君主
- 應侯、周の武王の子。
- 應侯見工、《應侯見工簋》に見える。名は見工。西周中期前段期の人[2]。
- 應釐公、《應侯爯盨》に見える。西周中期前段期の人。子に應侯爯がいる[3]。
- 應侯爯、《應侯爯盨》に見える。名は爯。西周中期前段期の人。父は應釐公[2]。
- 應侯、《應侯簋》に見える。西周中期の人。夫人は生杙姜[2]。
- 應侯、《應侯鼎》等に見える。西周晩期の人。夫人は應姚[2]。
- 應侯、《應侯簋》に見える。西周晩期の人。母は姫原母[2]。